# Toby Wing
Toby Wing, née Martha Virginia Wing le 14 juillet 1915 et morte le 22 mars 2001, est une actrice américaine et une showgirl. Sa carrière au cinéma fut petite et brève, mais elle fut célèbre comme sex-symbol, et fut très médiatisée.

## Biographie
Toby Wing a une sœur aînée (d'un an), Gertrude (surnommée Pat) et un frère plus jeune, Paul. Son père, Paul Wing, est directeur adjoint pour les studios Paramount Pictures. Toby et sa sœur commencent à travailler pour le cinéma à l'âge de neuf ans avec des petits rôles dans des films muets. En 1931, Toby a seize ans quand elle devient l'une des premières Goldwyn Girls (showgirls), et l’année suivante elle fait sa première apparition au cinéma dans Palmy Days (non créditée au générique). En 1932, on la voit dans les comédies produites par Mack Sennett pour la Paramount, dont l'une met en vedette Bing Crosby. La jolie blonde platine (brune à l'origine) au visage poupin fait forte impression sur les producteurs et les cinéphiles, mais elle obtient rarement des rôles importants. Ses rôles sont en effet très secondaires, et ses personnages, très dévêtus, avant que ne soit créé un code de censure au cinéma en 1934 (code Hays). Cependant, elle était déjà nommée « la plus belle show-girl de Hollywood ». 
Le studio avec lequel elle est sous contrat se démêlant la plupart du temps avec des problèmes financiers, Toby Wing est prêtée à d'autres studios, principalement chez Warner Bros., puis, à échéance de son contrat, elle tourne dans des films à petit budget. Elle ne connaitra pas la carrière que laissait présager son physique et sa notoriété de sex-symbol. Elle dira : « Parce que je suis blonde décolorée et que les gens me voient comme une showgirl, ils ne croient pas que je suis plus que juste ça. ». 
Toutefois, elle obtient un succès bien plus grand avec son activité secondaire : la publicité et les centaines de magazines dans lesquels elle apparaît entre 1933 et 1938 ; elle est alors l'une des starlettes les plus photographiées de Hollywood. Ses très nombreuses romances hors écran font les choux gras de la presse à sensation : avec Jackie Coogan (fiancée en 1935), Howard Hughes, Maurice Chevalier ou le fils du Président des États-Unis, Franklin D. Roosevelt Jr.. Au sommet de sa célébrité elle reçoit plus de lettres de fans que les grandes stars Claudette Colbert et Marlene Dietrich.
En 1934, elle apparaît dans L’École de la beauté (Search For Beauty) (avec Buster Crabbe et Robert Armstrong), puis l'année suivante elle figure dans un court-métrage promotionnel, l'un des tout premiers films à être tournés en Technicolor : La Fiesta de Santa Barbara, dans lequel on y voit des grandes stars de l'époque dans leur propre rôle, tels Gary Cooper et Buster Keaton ou Adrienne Ames ; on y voit également une toute jeune Judy Garland chanter.
Toby Wing obtient quelques rôles principaux dans des films de série B et des courts-métrages. En 1936 et 1937, elle travaille aux côtés de l'auteur-compositeur-interprète Pinky Tomlin dans deux de ses longs métrages musicaux à petit budget, With Love and Kisses et Sing While You're Able. Les deux stars sont brièvement fiancées à la fin de 1937 ; un mariage est prévu, qui n'aboutira pas. Ils resteront toutefois proches toute leur vie.
Son apparition la plus marquante a lieu dans la comédie musicale à gros budget 42e Rue, dans laquelle le chanteur Dick Powell lui fait la sérénade. Le film sera un grand succès au box-office.
Le dernier rôle principal tenu par Toby Wing sera dans The Marines Come Thru, filmé en Floride en 1938 mais qui ne sortira qu'en 1943 sous le nouveau titre de Fight On, Marines!. 
En 1938, à l'âge de 22 ans, elle épouse un pionnier de l'aviation, le pilote Henry "Dick" Merrill, de vingt et un ans son aîné. Elle prend alors sa retraite du cinéma et clôt sa carrière avec un rôle sur les planches de Broadway dans la comédie musicale de Cole Porter, You Never Know, avec pour vedettes Lupe Vélez, Clifton Webb, Libby Holman et J. Harold Murray. Mais ce sera un flop.
Les nouveaux époux s'installent en Floride où Dick Merrill sera longtemps affecté comme pilote sur la ligne New York-Miami de la compagnie Eastern Air Lines. Ils déménageront plus tard en Virginie où ils vivront jusqu'à la mort de Merrill, en 1982.
Toby Wing a également fait carrière dans l'immobilier en Californie et en Floride. Après la mort de son époux, elle se consacrera à entretenir la mémoire de l’apport de son mari à l'histoire de l'aviation.
Le 8 février 1960, son étoile est posée sur le Hollywood Walk of Fame (trottoir des célébrités).

## Vie privée
Toby et Dick auront deux fils dont aucun ne leur survécut. Le premier fils est décédé, bébé, de ce qu'on appelait alors "la mort dans le berceau" (mort subite du nourrisson) ; 
le deuxième fils, Ricky, a été assassiné dans leur maison de Miami en 1982 à l'âge de 42 ans. Son meurtre serait lié à son implication dans une opération de contrebande de marijuana à grande échelle, à la Nouvelle-Orléans. Au moment de sa mort, il était libéré sous caution. Au moment des faits, Toby et Dick vivaient en Virginie. À ce jour, l'affaire est encore toujours non résolue. Le couple avait deux petites-filles. 

## Parenté
- Le père de Toby Wing, Paul Wing, officier de réserve, est enrôlé peu avant la Seconde Guerre mondiale et est capturé par les Japonais aux Philippines en 1942. Il a survécu à la Marche de la mort de Bataan et a été sauvé lors du Raid de Cabanatuan par les Rangers de l'armée américaine et la guérillas philippine. Cet événement a été porté à l'écran dans le film The Great Raid (2005), qui parle de lui. Paul Wing est mort d'une crise cardiaque en 1957, dans un hôpital pour anciens combattants à Portsmith (Virginie).

- La sœur cadette de Toby, Pat Wing Gill (1916–2002), était également actrice et choriste à la Warner Bros.

- Son frère, Paul Reuben Wing (1926–1998), était un magnat de l'immobilier milliardaire qui menait une vie tranquille loin des projecteurs d'Hollywood, à Lake Elsinore (Californie).

- Le grand-oncle de Toby est le dramaturge et metteur en scène anglais Sir Arthur Wing Pinero (1855-1934)

## Filmographie partielle
- 1924 : L'Enfant des Flandres (A Boy of Flanders), de Victor Schertzinger : Petite fille
- 1925 : Dollar Down : Petite fille
- 1926 : Double Daring, de Richard Thorpe : Nan
- 1931 : Palmy Days d'A. Edward Sutherland
- 1932 : Jimmy's New Yacht
- 1932 : The Candid Camera
- 1932 : Ma's Pride and Joy
- 1933 : Keyhole Katie
- 1934 : L’École de la beauté (Search for Beauty) : Sally Palmer
- 1934 : Aventure d'une évadée (School for Girls) : Hazel Jones
- 1934 : Student Tour de Charles Reisner
- 1934 : Les Gars de la marine (Come on Marines), de Henry Hathaway : Dolly
- 1934 : Rythmes d'amour (Murder at the Vanities), de Mitchell Leisen : Nancy
- 1934 : Kiss and Make-Up, de Harlan Thompson et Jean Negulesco : Consuelo de Claghorne
- 1934 : One Hour Late : Maizie
- 1935 : Thoroughbred : Anne O'Malley
- 1935 : Forced Landing (en) de Gordon Wiles : Amelie Darrell
- 1936 : Hill-Tillies
- 1936 : Rhythmitis : Lola Green
- 1936 : Mister Cinderella : Lulu, the Cashier
- 1936 : With Love and Kisses : Barbara Holbrook
- 1936 : Un cheval qui rapporte (Silks and Saddles) : Marion Braddock / Jane Smith
- 1937 : Sing While You're Able : Joan Williams
- 1937 : The Women Men Marry (en) d'Errol Taggart : Sugar
- 1937 : La Folle Confession (True Confession), de Wesley Ruggles : Suzanne Baggart
- 1938 : Mr. Boggs Steps Out : Irene Lee
- 1938 : The Marines Come Thru : Linda Dale